# Red River (přítok Mississippi)
Red (anglicky Red River, francouzsky Rouge du Sud, česky Červená řeka) je řeka ve státech Arkansas, Louisiana, Oklahoma a Texas na jihu USA. Je pravým přítokem Mississippi. Je 2050 km dlouhá. Povodí má rozlohu 233 000 km².

## Průběh toku
Pramení na planině Llano Estacado. Na středním a dolním toku protíná Přimexickou nížinu. Nakonec se rozděluje na Starou řeku (ústí do Mississippi) a Atchafalayu (ústí do Mexického zálivu). Po rameni Atchafalaya teče voda jen při vysokých vodních stavech.

## Vodní režim
Průtok vody v ústí se pohybuje od 35 do 6 600 m³/s. Zdroj vody je dešťový. Vodní režim je silně nepravidelný. Nejvodnější je na konci jara, mírně opadá na konci léta a začátku podzimu.

## Využití
Při střední úrovni vodní hladiny je splavná od města Shreveport. Na řece byla vybudována velká přehradní nádrž Texoma s vodní elektrárnou.